# Сухарики

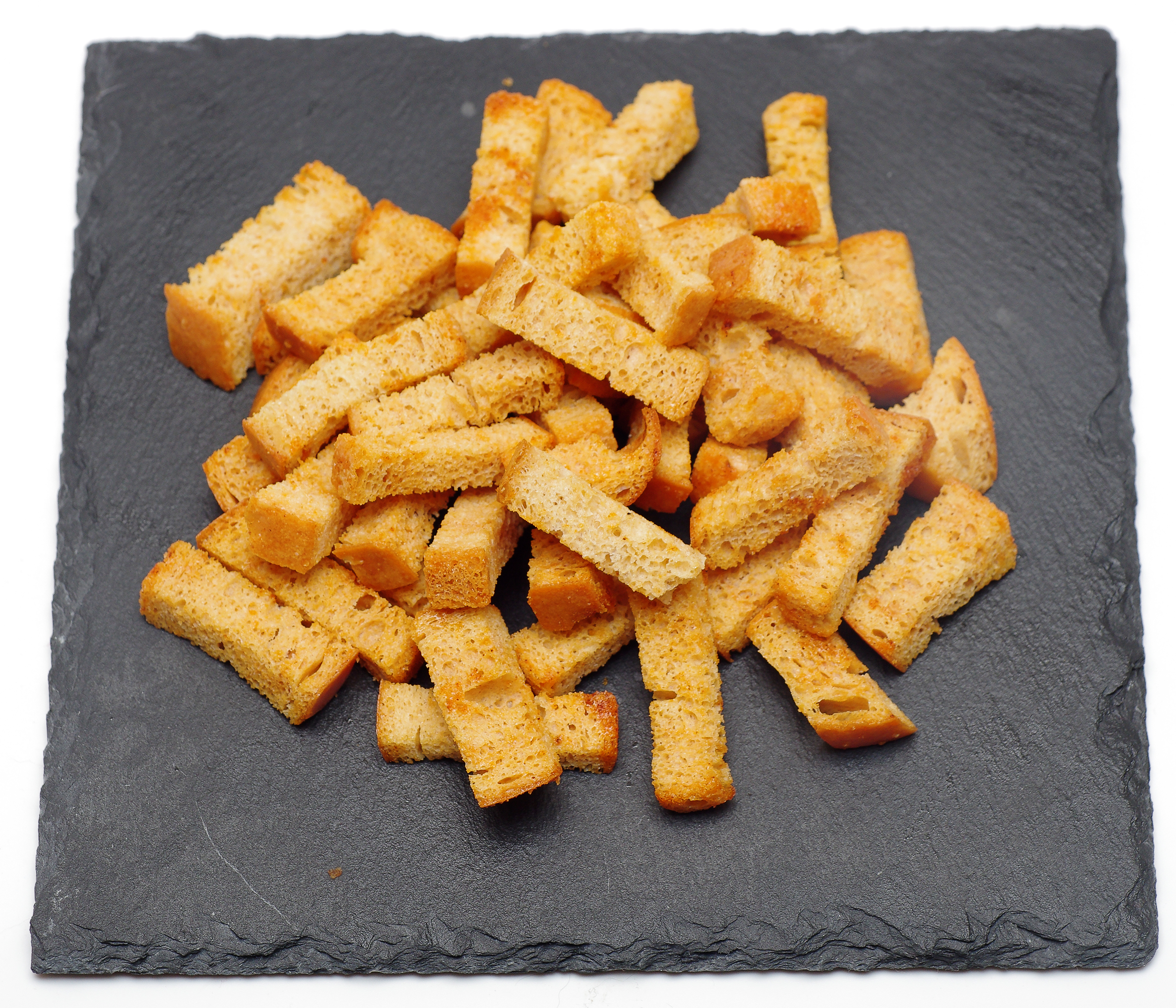
Пшеничні сухарики

Сухарики — снек у формі тонко нарізаних і висушених скибочок хліба з житньо-пшеничного або житнього борошна. 
Можуть бути закускою до пива, доповненням до першої страви або ласощами. До складу сухариків зазвичай входить сіль, спеції, харчові ароматизатори — натуральні та ідентичні натуральним. Поряд з іншими сухарними виробами — простими та здобними сухарями та хрусткими хлібцями — закусочні сухарики є продукцією тривалого терміну зберігання.
Сухарики становлять 15% обсягу українського ринку снеків. Популярні серед молоді.

## Опис
Сухарики виготовляють із готових хлібобулочних виробів шляхом різання, обсмажування, обробки заготовок спеціями, харчовими добавками та ароматизаторами. Хліб нарізають скибочками товщиною 7—12 мм на хліборізці брусочками, ромбиками або кубиками, викладають на металеві листи і обсмажують або сушать у печі або духовці за температури 180—200 °C протягом 15—20 хвилин. Якщо для обсмажування використовують рослинна олія, виходять сухарики-грінки. Після термічної обробки сухарики посипають спеціями та ароматизують у барабанах для перемішування. Готові закусочні сухарики викладають у відкриті ящики і витримують протягом 8—16 годин за температури 21—30 °C та відносної вологості повітря 50—70%, а потім фасують у пакети з поліпропіленової плівки.

## Історія
У СРСР сухарі для закуски промислово не виробляли, проте в багатьох сім'ях готували їх за різними рецептами. Ідея промислового випуску закусочних сухариків з'явилася в 1998 році як дешева альтернатива чіпсам. Перші закусочні сухарики називалися «Чапаевские» («Чапсы»). Випускають закусочні сухарики з сіллю, перцем, хріном, часником, томатною пастою, гірчицею, кропом, зі смаком бекону, грибів, сиру, риби, салямі.